# 玻璃 (歌曲)
《佩亞拉》（羅馬化：Pıyala，直译：“玻璃”）是乐队艾格爾于2020年以鞑靼语发行的同名专辑的主打歌，是乐队最著名的歌曲之一。2022年1月21日，该歌曲的官方MV發佈。